# Судово-біологічна експертиза
Судово-біологічна експертиза — вид експертизи судової, предметом дослідження якої є об'єкти рослинного і тваринного походження, що потрапили до сфери розслідування різних категорій кримінальних та цивільних справ. Мета експертизи — одержання доказової інформації про обставини злочину, який розслідується, за допомогою сучасних досягнень біології та криміналістики.
У судово-медичній експертизі, наприклад, для ідентифікації підозрюваних по зразкам крові, волосся, слини або сперми використовується метод фінгерпринтингу.
Під час проведення експертизи використовуються дані та методи ботаніки, зоології, мікробіології, вірусології, біохімії, іхтіології, ентомології, орнітології, теріології тощо, а також хімичні, фізичні, криміналістичні та інші показники. Впроваджуються і розробляються деякі спеціальні методи: спорово-пилковий, діатомовий, епідермальний аналізи рослинних об'єктів, термохімічний аналіз волосся та ін., а також вивчаються і встановлюються комплекси ознак для визначення таксономічної належності дрібних часток об'єктів рослинного та тваринного походження.